# 猿橋重利
猿橋 重利（さるはし しげとし、1956年10月24日 - ）は日本中央競馬会 (JRA) 元騎手・調教助手。北海道出身。
息子の猿橋照彦も調教助手。

## 来歴
1977年に大久保石松厩舎所属でデビュー。同期デビューには松永昌博、根本康広らがいる。
デビュー初年度は平地3勝障害5勝の計8勝と伸び悩んだものの、翌年からは20〜40勝前後をコンスタントにあげ、1980年のタマツバキ記念（春）で重賞初勝利。
1983年にはシャダイソフィアで桜花賞を勝ち八大競走初勝利。(猿橋にとって生涯唯一のG1級勝利である)
1997年2月28日付で騎手を引退、その後は2021年6月まで飯田祐史厩舎所属の調教助手を務めた。

## 主な騎乗馬
- アリアケキング（1980年タマツバキ記念（春））
- オオシマスズラン（1981年京都4歳特別）
- アリーナオー（1982年京都記念（春））
- シャダイソフィア（1983年桜花賞、1982年函館3歳ステークス、1983年サファイヤステークス）
- エリモローラ（1983年京都記念（秋）、京阪杯、1984年日経新春杯）
- ダイゼンシルバー（1984年神戸新聞杯）
- ライフタテヤマ（1985年シンザン記念、1986年札幌記念、ウインターステークス）
- フリートホープ（1986年日経新春杯、天皇賞（春）3着）
- ダイイチオイシ（1989年函館3歳ステークス）
- グレートモンテ（1989年愛知杯、1990年札幌記念）
- ヤマヒサローレル（1993年4歳牝馬特別、桜花賞4着）

その他
- インターマイウェイ
- ゴールドマウンテン
- トウカイローマン
- ヒシナタリー
- ホクトボーイ
- メイショウホムラ
- ヤマニンバリメラ